# Nino Oxilia
Angelo Oxilia connu comme Nino Oxilia (né le 13 novembre 1889 à Turin et mort le 18 novembre 1917 sur le Monte Tomba (it)) est un journaliste, écrivain, poète, réalisateur et scénographe italien actif durant la période du muet.

## Biographie
Nino Oxilia commence sa carrière comme journaliste pour les journaux La Gazzetta di Torino et Il Momento. Étudiant à l'Université de Turin, il est actif dans la vie estudiantine et culturelle de la cité, participe à la Goliardia et entre très tôt en contact avec le mouvement crépusculaire et futuriste.
En 1909, il écrit pour la Goliardia turinoise le célèbre hymne Il Commiato (Les Adieux), connu aussi d'après son refrain comme Giovinezza (Jeunesse). Il est mis en musique par Giuseppe Blanc.
Il acquiert sa célébrité grâce au succès de sa comédie Addio giovinezza! (Adieu jeunesse !, 1911), écrite en collaboration avec Sandro Camasio, Elle va inspirer quatre adaptations cinématographiques, dont la première est l'Addio giovinezza! (1913) tourné par Oxilia lui-même. Une collaboration précédente d'Oxilia et Camasio a donné naissance à la comédie La zingara (La tzigane).
La profonde amitié doublée d'une collaboration littéraire entre Oxilia et Camasio leur vaut d'être appelés I dioscuri : « Les dioscures », dans le milieu de la Goliardia turinoise au début du XXe siècle.
Oxilia compose ensuite la comédie La Donna e lo specchio (La Femme et le miroir) et, en 1912, avec Sandro Camasio et Nino Berrini, la revue estudiantine théâtrale Cose dell'altro mondo (Les Choses de l'autre monde), dans le genre satirique et humoristique, qui est également un succès.
Son unique recueil de poésies est Gli orti (Les jardins), une publication posthume de 1918 dans le genre crépusculaire. 
Parti au front durant la Grande Guerre, il perd la vie le 18 novembre 1917, fauché par une grenade, alors qu'il participe à la résistance héroïque sur le monte Tomba, contrefort du monte Grappa.

## Œuvres

### Théâtre
- 1909 : La zingara (La tzigane) (texte et mise en scène avec Sandro Camasio)
- 1911 : Addio giovinezza! (Adieu jeunesse !) (texte et mise en scène avec Sandro Camasio)
- 1912 : Cose dell'altro mondo (Les Choses de l'autre monde) (revue théâtrale écrite avec Sandro Camasio et Nino Berrini)
- 1914 : La Donna e lo specchio (La Femme et le miroir)

### Poésie
- 1918 : Gli orti (Les jardins[3]) publication posthume

### Chanson
- 1909 : Il Commiato (Les Adieux) connu aussi d'après son refrain comme Giovinezza (Jeunesse)

### Filmographie
- 1913 : In hoc signo vinces (Sous ce signe tu vaincras)
- 1913 : Il Focolare domestico
- 1913 : Addio giovinezza! (Adieu jeunesse !)
- 1913 : Il Velo d'Iside (Le Voile d'Isis)
- 1913 : Cadavere vivente (Cadavre vivant)
- 1914 : Sangue blu (Sang bleu)
- 1915 : Papà (Papa)
- 1915 : Fleur de mal (fior di male) de Carmine Gallone scénario Nino Oxilia
- 1915 : L'ammiraglia (L'amirale)
- 1915 : Nella fornace (Dans la fournaise)
- 1915 : Il Sottomarino no 27 (Le Sous-marin no 27)
- 1917 : Rhapsodie satanique (Rapsodia satanica)